# Georg Friedrich Haas

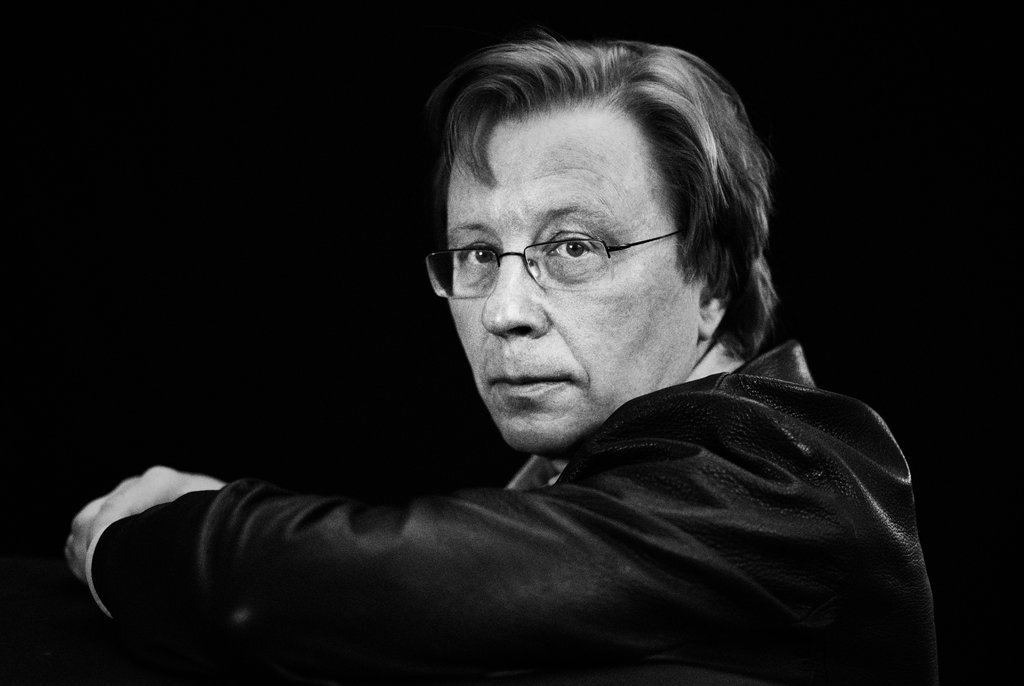
Georg Friedrich Haas, 2014 (aufgenommen von Gian Marco Castelberg)

Georg Friedrich Haas (* 16. August 1953 in Graz) ist ein österreichischer Komponist.

## Werdegang
Georg Friedrich Haas, Enkel des Architekten Fritz Haas,
wuchs in Tschagguns (Vorarlberg) auf. Er studierte von 1972 bis 1979 an der Musikhochschule Graz Komposition (u. a. bei Iván Eröd und Gösta Neuwirth), Klavier (Doris Wolf) und Musikpädagogik. Haas ist Gründungsmitglied der Grazer Komponistenvereinigung die andere saite. Von 1981 bis 1983 studierte Haas bei Friedrich Cerha an der Musikhochschule Wien. Er nahm mehrmals an den Darmstädter Ferienkursen und am „Stage d’Informatique Musicale pour compositeur“ am IRCAM in Paris teil. 1991 bis 1994 war er Leiter der Bludenzer Tage zeitgemäßer Musik.
Georg Friedrich Haas lehrte zunächst als Dozent und später mit Unterbrechungen als Professor an der Universität für Musik und darstellende Kunst Graz u. a. die Fächer zeitgenössische Kompositionstechniken und Kontrapunkt. In den Jahren 2005 bis 2013 war er Dozent für Komposition an der Hochschule für Musik der Musik-Akademie der Stadt Basel. Seit September 2013 ist er Professor für Komposition an der Columbia University New York.
Am 14. September 2017 kommentierte Haas als Festredner zum 50. Steirischen Herbst in Graz, die 1963 an Joseph Papesch erfolgte Verleihung des Peter-Rosegger-Literaturpreises sei nicht trotz, sondern „wegen seiner NS-Vergangenheit“ erfolgt.
Georg Friedrich Haas ist in vierter Ehe mit der Amerikanerin Mollena Williams-Haas verheiratet und hat drei Kinder aus den vorangegangenen Ehen. Der dokumentarische Spielfilm „The Artist and the Pervert“ (2017, Regie: Beatrice Behn, René Gebhardt) porträtiert die sadomasochistische Beziehung zu seiner jetzigen Ehefrau.
Haas gehört dem Österreichischen Kunstsenat an.

## Ästhetik und Werk
Georg Friedrich Haas gilt als Vertreter der Spektralmusik. Seine Werke zeichnen sich vor allem durch klangliche Experimente aus, die oft auf ein Aufbrechen des zwölftönigen Systems zur intensiven Nutzung der Mikrointervallik und Panchromatik sowie spezieller Obertonreihen zurückgehen. Haas’ Ästhetik ist von der Überzeugung getragen, Musik vermöge „Emotionen und seelische Zustände von Menschen so zu formulieren, daß sie auch von anderen Menschen als die ihren angenommen werden können“. So hat Haas mit dem Intellektualismus mancher Strömungen der musikalischen Avantgarde (z. B. des Dekonstruktivismus) gebrochen. Viele seiner Kompositionen kreisen um die thematischen Pole „Nacht“, „Fremde“ und „Romantik“. Haas arbeitet mit zum Teil stark repetitiven Verläufen.

## Auszeichnungen
- 1992: Sandoz-Preis
- 1993: Erste-Bank-Kompositionspreis[10]
- 1998: Ernst-Krenek-Preis[11]
- 2006: Großer Österreichischer Staatspreis für Musik[12] überreicht am 28. November 2007
- 2012: Berufung an die Akademie der Künste in Berlin[13]
- 2013: Musikpreis Salzburg[14]

In einer 2017 von der italienischen Musikzeitschrift Classic Voice lancierten Abstimmung wurde sein Stück in vain (2000) als bedeutendstes Werk in der Kunstmusiksparte seit 2000 gekürt und er bekam die meisten Stimmen (49) als wichtigster lebender Komponist.

## Kompositionen und Schriften (Auswahl)

### Bühnenwerke
- Liebesgesang. Oper nach einem Libretto von Klaus Händl (UA: Bühnen Bern 2024[16])
- Sycorax. Oper mit einem Text von Harriet Scott Chessman (UA: Bühnen Bern 2022)
- Koma. Oper nach einem Libretto von Klaus Händl (UA: Schwetzinger SWR Festspiele 2016)
- Morgen und Abend. Oper nach einem Libretto von Jon Fosse (UA: Royal Opera House Covent Garden 2015)
- Thomas. Oper nach einem Libretto von Klaus Händl (UA: Schwetzinger SWR Festspiele 2013)
- Bluthaus. Oper nach einem Libretto von Klaus Händl (UA: Schwetzinger SWR Festspiele 2011)
- Melancholia. Oper in 3 Akten nach dem Roman von Jon Fosse. 2008.
- Die schöne Wunde. Oper nach Franz Kafka, Edgar Allan Poe u. a. (UA: Bregenzer Festspiele 2003)
- Nacht. Kammeroper in 24 Bilder; Libretto vom Komponisten nach Texten von Friedrich Hölderlin (UA: konzertant 1996 Bregenz, szenisch 1998 Bregenz)
- Adolf Wölfi. Kammeroper (UA: Graz 1981)

### Orchesterwerke und Konzerte
- I don't know how to cry für Orchester (UA: Semperoper Dresden 2024)
- Was mir Beethoven erzählt. Konzertante symphonische Dichtung für Violine, Kontraforte und Orchester (UA Beethovenfest Bonn 2021)[17]
- Konzert für Posaune und Orchester (2016)
- Zugabe für Orchester (UA: Bamberg 2016)
- 3 Stücke für Mollena für Kammerchor und Kammerorchester (UA: München 2016)
- concerto grosso Nr. 1 für Alphörner und Orchester (UA: „musica viva“ 2014)
- Tetraedrite   für Orchester (2011/2012)
- limited approximations  für sechs Flügel und Orchester (UA: Donaueschinger Musiktage 2010)
- Bruchstück für großes Orchester (2007)
- Konzert für Klavier und Orchester (2007)
- Hyperion Konzert für Lichtstimme und Orchester (UA Donaueschinger Musiktage 2006)
- Opus 68 für großes Orchester; Nach der 9. Klaviersonate von Alexander Skrjabin (2004)
- Konzert für Violoncello und großes Orchester (2004)
- Natures mortes für Orchester und Akkordeon (UA Donaueschinger Musiktage 2003)
- ...sodass ich’s hernach mit einem Blick gleichsam wie ein schönes Bild... im Geist übersehe für Streichorchester (2001)
- Torso für großes Orchester; nach der unvollendeten Klaviersonate in C-Dur D 840 von Franz Schubert (1999/2000)
- Descendiendo für Orchester (1993)

### Ensemblewerke
- 11.000 Saiten für 50 mikrotonal zueinander gestimmte Klaviere und Kammerorchester (UA Bozen, 1. August 2023)[18]
- Release für Streichensemble (mit je umgestimmten Zweitinstrument), Harfe (mit 2 mikrotonal umgestimmten Harfen, eventuell noch einer dritten, traditionell gestimmten Harfe), Klavier (2016)
- Oktett für acht Posaunen (UA: Donaueschinger Musiktage 2015)
- La profondeur für 13 Instrumentalisten (2009)
- Haiku  für Bariton und zehn Instrumente (2005)
- Ritual  für zwölf große Trommeln und drei Blaskapellen (2005)
- Sieben Klangräume  für Chor und Orchester (UA Salzburg 2005)
- tria ex uno  für Ensemble (2001/2002)
- in vain für 24 Instrumente (2000/2002)
- Blumenstück für Chor, Basstuba und Streichquintett (2000)
- Nach-ruf...ent-gleitend... für Ensemble (1999)
- Fremde Welten  Konzert für Klavier und 20 Streicher (1997)

### Kammermusik
- Blumenwiese, für Saxophon, Klavier und Schlagzeug (2017–2018)
- 10. Streichquartett (2016)
- 9. Streichquartett (2016)
- 8. Streichquartett (2014)
- 7. Streichquartett (2011)
- 6. Streichquartett (2010)
- 5. Streichquartett (2007)
- Quartett für 4 Gitarren (2007)
- 4. Streichquartett (2003)
- In iij. Noct, 3. Streichquartett (2003)
- flow and friction für Sechzehnteltonklavier zu vier Händen (2001)
- 2. Streichquartett (1998)
- 1. Streichquartett (1997)
- ...aus freier Lust...verbunden...  für verschiedene Besetzungen (1994)
- ...Schatten...durch unausdenkliche Wälder  für zwei Klaviere und zwei Schlagzeuger (1992)
- Drei Hommages für einen Pianisten und zwei im Abstand eines Vierteltons gestimmte Klaviere (1985)

### Solowerke
- I Can’t Breathe für Trompete solo (in memory of Eric Garner, 2014)
- de terrae fine für Violine solo (2001)

### Schriften
Wissenschaftliche Aufsätze über Arbeiten von Luigi Nono, Iwan Wyschnegradsky, Alois Hába, Pierre Boulez und Franz Schubert und Darstellungen seines eigenen Schaffens, unter anderem:
- „Arc-en-ciel“ op.37: Ivan Wyschnegradskys behutsame Annäherung an das Zwölftonintervall. In: Mikrotöne IV. Kongressbericht über das 4. internationale Symposium "Mikrotonforschung, Musik mit Mikrotönen, ekmelische Musik", Salzburg, 2.–5. Mai 1991. Hrsg. von Horst-Peter Hesse. Nymphenburg, München 1993, S. 79–82 (= Grundfragen der mikrotonalen Musik, 2).
- Die Verwirklichung einer Utopie: Ultrachromatik und nicht-oktavierende Tonräume in Ivan Wyschnegradskys mikrotonalen Kompositionen. In: Harmonik im 20. Jahrhundert. Hrsg. von Claus Ganter. WUV, Wien 1993, S. 87–100.
- Die Abbildung akustischer Phänomene als Material der kompositorischen Gestaltung. In: Ton. 1996/4–1997/1, S. 24–27.
- Jenseits der zwölf Halbtöne. In: Salzburger Festspiele 1999. Salzburg 1999, S. 17–23.
- Mikrotonalitäten als Kompositionselement. In: Österreichische Musikzeitschrift. 54 (1999) 6, S. 9–15[20]
- Fünf Thesen zur Mikrotonalität. In: Positionen: Beiträge zur neuen Musik. 48 (2001), S. 42–44.
- Der eigenen Fantasie mehr Raum geben. In: Österreichische Musikzeitschrift. 58 (2003) 10, S. 20–25.[21]
- Grundlagen für eine neue Musiktheorie. Sechs Thesen. In: Dissonance: Schweizer Musikzeitschrift für Forschung und Kreation, Bd. 117 (2012), S. 15–21.
- Durch vergiftete Zeiten: Memoiren eines Nazibuben. Herausgegeben von Daniel Ender und Oliver Rathkolb. Böhlau, Köln/Wien 2022, ISBN 978-3-205-21640-7.